# ایهور کالینتس
ایهور کالینتس (اوکراینی: Ігор Миронович Калинець؛ زادهٔ ۹ ژوئیهٔ ۱۹۳۹) نویسنده، شاعر، نقاش، و دگراندیش اهل اتحاد جماهیر شوروی سوسیالیستی است.